# Echinodictyum clathrioides
Echinodictyum clathrioides är en svampdjursart som beskrevs av Jörn Hentschel 1911. Echinodictyum clathrioides ingår i släktet Echinodictyum och familjen Raspailiidae.
Artens utbredningsområde är havet kring Australien. Inga underarter finns listade i Catalogue of Life.